# Leslie Southwood
Leslie Southwood   (Londres, 18 de gener de 1906 - Long Wittenham, 7 de febrer de 1986), també conegut com a Dick Southwood, fou un remer anglès que va competir durant la dècada de 1930.
Estudià a la Latymer Upper School. Inicialment formà part de l'Auriol Rowing Club, però Jack Beresford va veure en ell un gran potencial i el va convèncer perquè passés al Thames Rowing Club. El 1932 va prendre part en els Jocs Olímpics de Los Angeles, on fou quart en la prova del scull individual del programa de rem. Quatre anys més tard, als Jocs de Berlín, formant parella amb Jack Beresford, guanyà la medalla d'or en la prova del doble scull del programa de rem.